# Diana Damrau

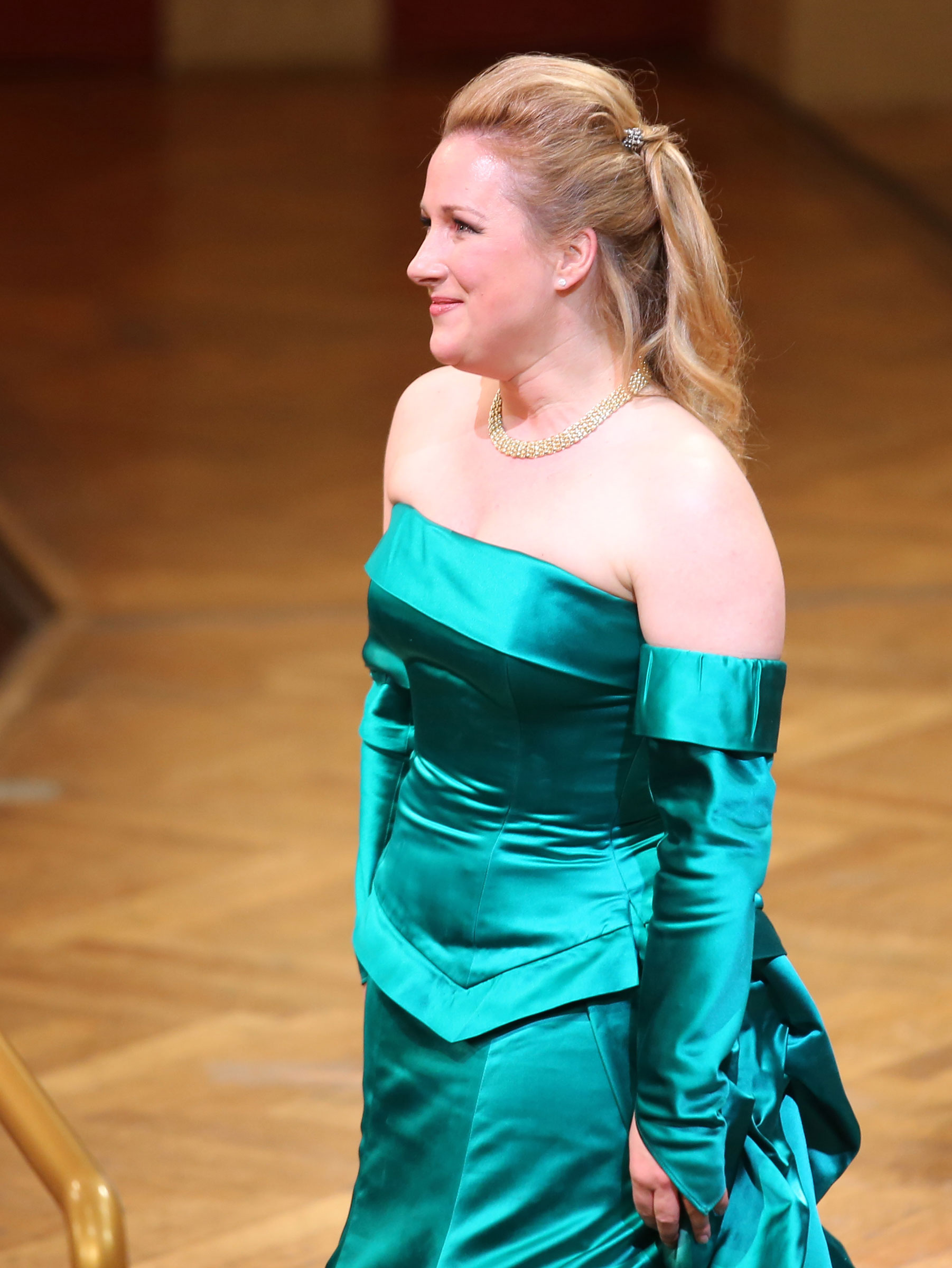
Diana Damrau

Diana Damrau (Günzburg an der Donau, 31 mei 1971) is een Duits lyrisch coloratuursopraan.

## Biografie
Diana Damrau studeerde aan de Hochschule für Musik Würzburg en volgde masterclasses bij Hanna Ludwig en Edith Mathis. In 1995 sloot zij haar studie met onderscheiding af.
Haar operadebuut maakte Damrau als Barbarina in Le nozze di Figaro aan het Stadttheater Würzburg, waar zij vervolgens van 1996 tot 1998 in het ensemble geëngageerd was. Daarna volgde van 1998 tot 2000 een engagement aan het Nationaltheater Mannheim en van 2000 tot 2002 aan de Oper Frankfurt. Gedurende die tijd bouwde zij een breed repertoire op. Ondertussen maakte ze haar debuut aan de operahuizen in Berlijn, Dresden, Hamburg en aan de Wiener Staatsoper als Königin der Nacht (Die Zauberflöte) en aan de Bayerische Staatsoper München als Zerbinetta (Ariadne auf Naxos).
Haar internationale carrière nam een grotere vorm aan in 2003 met de rol van Konstanze (Die Entführung aus dem Serail) aan de Oper Frankfurt en na haar debuut aan het Royal Opera House Covent Garden, wederom als Königin der Nacht. In 2004 volgde Teatro alla Scala in Milaan, waar zij tijdens de heropening van het operahuis de titelrol in L'Europa riconosciuta zong.
In 2005 zong zij voor het eerst aan de Metropolitan Opera in New York, wederom als Zerbinetta. Daar zong zij inmiddels tijdens een serie opvoeringen van Die Zauberflöte zowel de rol van Pamina (voor het eerst) als die van de Königin der Nacht (voor het laatst). In 2008 zong zij er de titelrol in Lucia di Lammermoor en in 2010 Marie in La fille du régiment.
Inmiddels is zij vaste gast aan alle grote operahuizen ter wereld en is zij ook als lied- en concertzangeres op de concertpodia te horen, onder andere in Stuttgart, München, Berlijn, Ingolstadt, Düsseldorf, Frankfurt, Hannover, Hamburg, Luxemburg, Hongkong, Calgary en New York.
Ze is regelmatig te gast bij de Schubertiade Schwarzenberg, bij de Kissinger Sommer, de Salzburger Festspiele en talrijke andere gerenommeerde festivals.
Een hoogtepunt in haar carrière was het openluchtconcert ter gelegenheid van het WK voetbal in 2006 in het Olympiastadion, München, samen met tenor Plácido Domingo.
In mei 2010 trouwde zij met een collega zanger en kreeg dat jaar een kind.

## Discografie (incompleet)
- 2009: COLORaturaS (Opera-arias) met het Münchener Rundfunkorchester o.l.v. Dan Ettinger
- Opera & Concert Arias (aria's van W. A. Mozart) met Le Cercle de l'Harmonie o.l.v. Jérémie Rohrer
- Arie di bravura (aria's van Salieri, Mozart en Righini)
- Des Knaben Wunderhorn (Mahler), met Iván Paley
- Songs and Letters (Clara en Robert Schumann), met Iván Paley, Martina Gedeck, Sebastian Koch
- Das himmlische Leben (liederen van Berg, Mahler, Zemlinsky, Wolf, Strauss)
- 2006: Zaide/Mozart (Zaide) Wenen

- Forever, Songs van Frederick Loewe, Eduard Künneke etc., met Rolando Villazón
- 2014: Donizetti: Lucia di Lammermoor
- 2015: Fiamma del Belcanto, werken van Donizetti, Bellini, Puccini, Leoncavallo met het Orchestra del Teatro Regio di Torino onder leiding van Gianandrea Noseda

## Dvd's (selectie)
- 2005, 2006: Mozart, Die Zauberflöte (Königin der Nacht) Covent Garden London 2005 en Salzburger Festspiele 2006
- ####: Mozart, Die Entführung aus dem Serail (Konstanze) Oper Frankfurt
- 2006: Mozart, Ascanio in Alba (Fauno) Salzburger Festspiele
- 2006: Mozart: Le nozze di Figaro (Susanna), Milaan
- 2002: Cerha, Der Riese vom Steinfeld (de kleine vrouw) Wiener Staatsoper
- 2009: Strauss, Der Rosenkavalier (Sophie) Baden Baden
- 2010: Verdi: Rigoletto (Gilda), Sächsische Staatsoper Dresden, Semperoper
- 2011: Rossini, Le Comte Ory (La Comtesse Adele) MET

## Filmografie

### Films
- Diana Damrau – Diva divina. Neun Monate mit dem Opernstar. Documentaire film, Duitsland, 2011, 52 minuten, draaiboek en regie: Beatrix Conrad, produktie: arte, ZDF, eerste uitzending: 7 februari 2011 bij arte, samenvatting van ARD.
- KulturWerk mit Diana Damrau. Gesprek met video-opname, Oostenrijk, 2013, 44:30 minuten., moderatie: Barbara Rett, produktie: Don’t panic Productions, ORF III, reeks: KulturWerk, eerste uitzending: 19 november 2013 bij ORF III, samenvatting (Memento van 4 maart 2016 in het Internet Archive) van ORF.

## Onderscheidingen
- 1999: Nachwuchskünstlerin des Jahres door het vaktijdschrift "Opernwelt"
- 1999: 2e prijs 7. Internationalen Mozartwettbewerb Salzburg
- 2005: Rose der Woche van de Münchener Tageszeitung (TZ)
- 2005: Stern des Jahres van de Münchener Abendzeitung
- 2007: Benoeming tot de jongste Bayerischen Kammersängerin
- 2008: Bayerische Europa-Medaille
- 2008: Sängerin des Jahres door het vaktijdschrift Opernwelt voor haar vertolking van Gilda (Rigoletto) aan de Semperoper in Dresden en Susanna (Le nozze di Figaro) bij de Salzburger Festspielen.